# 李謨 (嘉靖進士)
李謨（1533年—1576年），字顯卿，號清宇，直隸廣德州人，民籍，明朝政治人物。

## 生平
正月二十八日生，行九，治《易經》。嘉靖四十年（1561年）由國子生中式辛酉科應天府鄉試第八十二名舉人，會試中式第三百三十七名。年二十九歲中式嘉靖四十四年乙丑科第三甲第一百九十二名進士。都察院观政，隆慶三年（1569年）十月授刑部主事，漕运理刑，五年十月调吏部，六年十月升员外，万历元年（1573年）七月养病，四年卒。

## 家族
曾祖李洪，縣丞；祖李康；父李淳，乡饮宾贈吏部主事；母葛氏，贈安人。具慶下，妻楊氏，繼妻陳氏；兄棟；栱，弟梧。